# Krsinji Vrh
Krsinji Vrh je naselje v Občini Sevnica.